# Cáelbad
Cáelbad (Cáelbhadh, Caolbhadh) (... – IV secolo), discendente del leggendario eroe Conall Cernach, fu un sovrano dell'Ulster che divenne re supremo d'Irlanda nel IV secolo dopo aver detronizzato Muiredach Tirech.
Ma dopo appena un anno fu spodestato a sua volta dal figlio di Muiredach, Eochaid Mugmedon. Sposò Céindi, da cui ebbe un figlio: Condla, che fu nonno di re  Giorgio I d'Inghilterra Scozia e Galles.